# ゴドルフィン
ゴドルフィン（Godolphin Racing Inc.）は、UAE・ドバイの王族マクトゥーム家による競走馬管理団体である。UAEの副大統領でドバイの首長であるムハンマド・ビン＝ラーシド・アール＝マクトゥーム（しばしばシェイク・モハメドと表記される）が中心となって出資している。名称はサラブレッドの三大始祖の一頭であるゴドルフィンアラビアンにちなむ。

## 概要
1994年に設立され、以後数々のタイトルを受賞。冬季における育成と調教はドバイを拠点として行われるが、欧州競馬のシーズンが開幕するとイギリスのニューマーケットに管理馬を移し、ヨーロッパのビッグレースを狙う。加えて、アメリカやオーストラリアなどにも毎年所属馬を遠征させている。
生産は世界中の牧場で行われ、各地の競馬界に強い影響を及ぼしている。ヨーロッパ(イギリス・アイルランド・ドイツ・フランス・イタリア)・北米(アメリカ・カナダ)・オセアニア(オーストラリア)・南米(主にアルゼンチン・ブラジル・チリ・ウルグアイ)・南アフリカ陣営の優秀な馬を積極的に購買することでも知られる。
ゴドルフィンの鮮やかなロイヤルブルー一色の勝負服は有名である。
日本ではダーレー・ジャパンとそのグループ会社が馬産を担っている。JRAに於けるモハメド殿下の所有馬の名義は長らく「シェイク・モハメド」であったが、2018年3月14日以降「ゴドルフィン」名義となり、勝負服もロイヤルブルーのイメージに合わせて「青・袖水色1本輪」に変更された。金子真人ホールディングス所有のユートピアがゴドルフィンに移籍したことは大きな注目を集めた。

## 主な所有馬

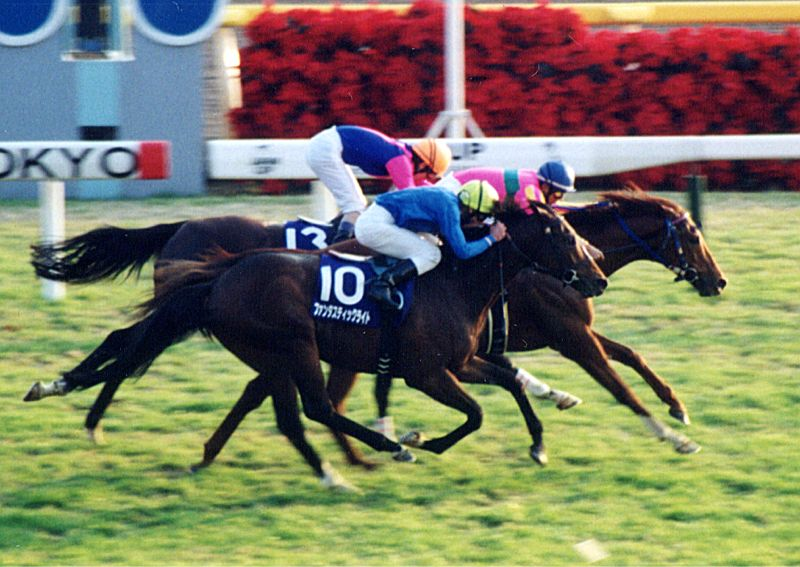
ファンタスティックライト(ゼッケン10番)

「H.H.シェイク・モハメド」「ゴドルフィン」などの名義で所有している / していた競走馬のみ記述する。ダーレー・ジャパン、ダーレー・ジャパン・ファーム及びダーレー・ジャパン・レーシング名義で所有していた馬については同項を参照。
- ドバイミレニアム
- エクラール
- ファンタスティックライト
- エレクトロキューショニスト
- マークオブエスティーム
- スラマニ
- ハートレイク
- ホーリング
- スウェイン
- ムタファーウエク
- ユートピア（2006年から所有）
- フリオーソ
- ディスクリートキャット
- デイラミ
- カイフタラ
- サキー
- グランデラ
- ムーンバラッド
- ラモンティ
- ドバウィ
- サッジャー
- パイロ
- リワイルディング
- ポエッツヴォイス
- モンテロッソ
- アフリカンストーリー
- ファー
- ハートネル
- ケメンタリ
- ナイトオブサンダー
- リブチェスター
- ジャックホブス
- ホークビル
- バーニーロイ
- ハリーエンジェル
- タリスマニック
- クロスオブスターズ
- ベンバトル
- サンダースノー
- ベストソリューション
- ワイルドイリュージョン
- ウーヒーダ
- カイトサーフ
- クロスカウンター
- ドリームキャッスル
- アヴィリオス
- アリーゼー
- ファインニードル
- タワーオブロンドン
- カスカディアン
- マサー
- ブルーポイント
- ガイヤース
- ピナトゥボ
- アースライト
- ペルシアンキング
- ライトオンキュー
- デュープロセス
- ダーリントンホール
- ヴィクタールドラム
- サマーセント
- ファッショニスタ
- サヴィ
- ショックアクション
- エッセンシャルクオリティ
- テリトーリアル
- アダイヤー
- ハリケーンレーン
- ネイティヴトレイル
- インスパイラル
- ユビアー
- アフリカンゴールド
- アナモー
- コロエバス
- ネーションズプライド
- モダンゲームズ
- ネイヴァルクラウン
- レモンポップ[2]
- コディーズウィッシュ
- モージュ
- プリティミスチヴァス
- フィアスプライド[3]
- ノータブルスピーチ
- レベルスロマンス
- オフトレイル
- メジャードタイム
- グッドチア

## 専属騎手・調教師
現在の主戦騎手はウィリアム・ビュイックとオイシン・マーフィー、フランスではミカエル・バルザローナ。オーストラリアでは明確な専属騎手は決めておらず、ケリン・マカヴォイやヒュー・ボウマンなど多数の騎手を起用している他、日本でも専属騎手は決めていないため武豊やクリストフ・ルメール、坂井瑠星など多数の騎手を起用している。またドバイにおいても多頭数出走させる場合にはブレット・ドイルなど専属ではない騎手を起用するケースが多い。過去にはゴドルフィンの専属騎手として、G1・110勝を挙げ、現役騎手の中で世界一の騎乗技術を持つといわれるランフランコ・デットーリがいた。また、専属調教師は神の子と謳われたラムタラの管理調教師でもあったサイード・ビン・スルールである。一流の馬のために一流のスタッフが集結し、ゴドルフィンは毎年多くの勝利を積み重ねている。2012年をもってデットーリとの専属契約の解除が発表されたことで、2013年からは主戦がミカエル・バルザローナとシルベストル・デ・ソウサになったとみられる。調教師でも同年にチャーリー・アップルビーが専属調教師に抜擢され、2018年にマサーで英ダービーを制し、この勝利がゴドルフィン初の英ダービー制覇を達成。同年にはメルボルンカップでは同じアップルビー厩舎のクロスカウンターが制し、初のメルボルンカップ制覇となった。またフランスでは主にアンドレ・ファーブルが、オーストラリアではジェームズ・カミングスが専属調教師となっている。

## ゴドルフィンセブンスターズ
毎年3月にゴドルフィン所属馬のPOGとして、インターネット上でゴドルフィンセブンスターズ（Godolphin Seven Stars Competition）というゲームが行われている。ドバイワールドカップミーティングから香港国際競走までの間でポイントを競い、上位者には賞金やドバイツアーが贈られる。ゴドルフィンの公式サイトから手軽にエントリーが可能で、参加費が無料ということもあり、世界各国から多数の参加者を集めている。